# Друга футбольна ліга
Друга футбольна ліга (англ. Football League Two), також відома просто як Друга Ліга, або зі спонсорських причин як Друга футбольна ліга Sky bet, є третім дивізіоном Футбольної ліги і четвертим дивізіоном взагалі в системі футбольних ліг Англії.